# Gianuario Carta
Gianuario Carta detto Ariuccio (Bitti, 1º gennaio 1931 – Cagliari, 14 febbraio 2017) è stato un politico italiano.

## Biografia
Laureato in giurisprudenza all'Università Cattolica di Milano, svolge la professione di avvocato ed è stato presidente dell'ordine degli avvocati del foro di Nuoro e della Sardegna.
Ha militato fin da giovanissimo nei movimenti cattolici, aderendo poi alla Democrazia Cristiana e capeggiando il gruppo dei "Giamburrasca", che nel 1961 prese la guida del partito in provincia di Nuoro e lo elesse alla carica di segretario provinciale.
Nel 1965 venne eletto consigliere regionale della Sardegna, carica dalla quale si dimise nel novembre del 1967 per candidarsi alla Camera dei deputati.
È stato quindi deputato della Repubblica per quattro legislature (dal maggio del 1968 al giugno del 1983), quando fu eletto senatore della Repubblica nel collegio di Nuoro per la IX legislatura, carica che ha conservato anche nella X legislatura.
Dal 1973 al 1981 fu presidente della Federazione Italiana Pentathlon Moderno.
Nel 1992, costretto da esigenze di ricambio generazionale a lasciare il laticlavio senatoriale, si ricandidò alla Camera dei deputati dove, pur sfiorando le diecimila preferenze, non fu rieletto.
Ha ricoperto anche numerosi incarichi parlamentari e di governo. È stato sottosegretario di stato al ministero delle finanze nel IV governo Rumor, sottosegretario alla presidenza del consiglio dei ministri nel V governo Rumor e nel V governo Moro, sottosegretario al Ministero della marina mercantile nel IV governo Moro, sottosegretario al ministero dell'Industria, Commercio e Artigianato nel III governo Andreotti e sottosegretario al ministero del Tesoro nel IV governo Andreotti, partecipando alla compagine governativa ininterrottamente dal 1973 al 1979.
È poi divenuto Ministro della marina mercantile dall'agosto del 1983 al giugno del 1986 durante il primo governo Craxi.
Nel corso della X legislatura è stato chiamato a presiedere prima la commissione parlamentare Agricoltura e Foreste Demaniali del Senato e successivamente, a partire dalla sua istituzione, la commissione parlamentare bicamerale d'inchiesta sullo scandalo della filiale della Banca Nazionale del Lavoro (BNL) di Atlanta.